# هيون هي
هيون هي (هانغل: 현희) هي مبارزة بالسيف كورية جنوبية، ولدت في 4 أكتوبر 1976.

## وصلات خارجية
- هيون هي على موقع الاتحاد الدولي للمبارزة (الإنجليزية)